# Gratie
Gratier er det romerske navn for tre gudinder for ynde og skønhed i græsk mytologi. Den græske betegnelse er chariter. Gratierne hedder Aglaia (gr. ἀγλαϊα "glans", "pragt"), Eufrosyne (gr. Εὐφροσύνη Euphrosúnê "glæde", "munterhed") og Thalia. De er døtre af Zeus og Eurynome. 
De tre gratier er et populært motiv i billedkunsten, hvor de tit afbildes som tre unge kvinder, der omfavner hinanden eller danner en kreds, hvor de holder hinanden i hænderne.
Ordet gratie betegner også helt generelt elegance eller ynde; det tilhørende tillægsord er graciøs.
Canova og Thorvaldsens gratier er berømte.
- Wikimedia Commons har flere filer relateret til Gratie